# 大相撲隠語一覧
大相撲隠語一覧（おおずもういんごいちらん）は、大相撲・相撲界の隠語一覧。

## 五十音順の一覧表
- 相撲用語一覧・大相撲の決まり手一覧・大相撲力士一覧・横綱一覧も参照。

### あ行
あごをかます - あっぱ - 天野（あまの） - いいとこ売る - イカをきめる - えびすこ - おかる - お米 - おっつける - お手上がり -

### か行
害にする - 顔じゃない - がちんこ - かわいがる - 北向く - 切りもの - 金星 - 銀星 - 食らわす - 首投げ - 源武 - ごっつぁん - 米櫃（こめびつ） -

### さ行
しかをきめる - しょっぱい - スカす - 石炭をたく

### た行
タコになる - タニマチ - ちょこれんぱん - ちゃんすけ - 注射 - 土左衛門 - とうすけ - とんぱち -

### は行
端紙 - 馬力 - 常陸潟 - 星 - 盆中 -

### ま行
無理偏に拳骨・眼鏡 -

### や行
家賃が高い - よかた -“よかた（世方）”とは自分達、相撲取りに対して、世間の一般の人達のことをこう呼ぶ。